# طناب رخت‌شویی

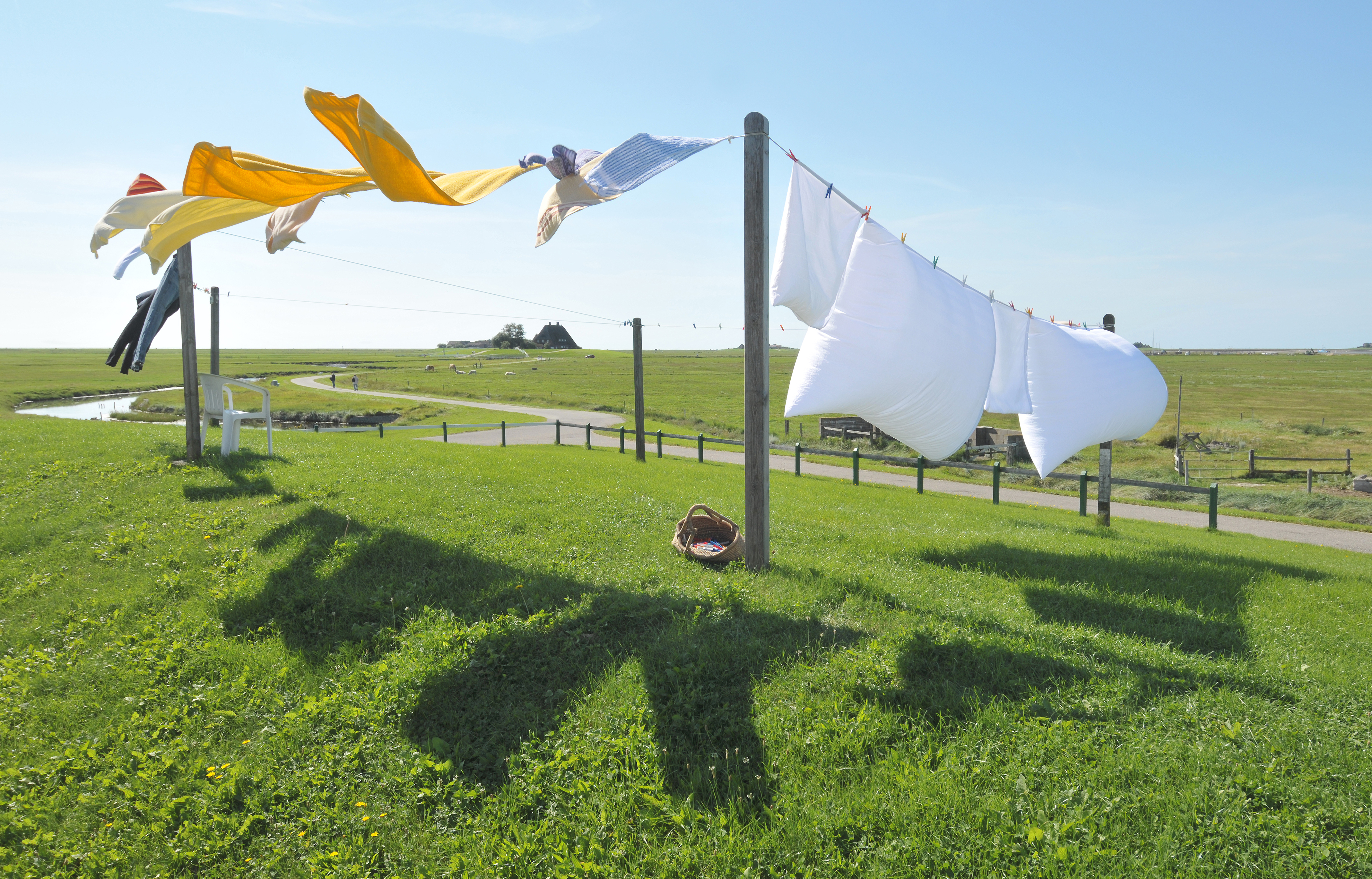
طناب رخت‌شویی در جزیره هووگ در شمال آلمان

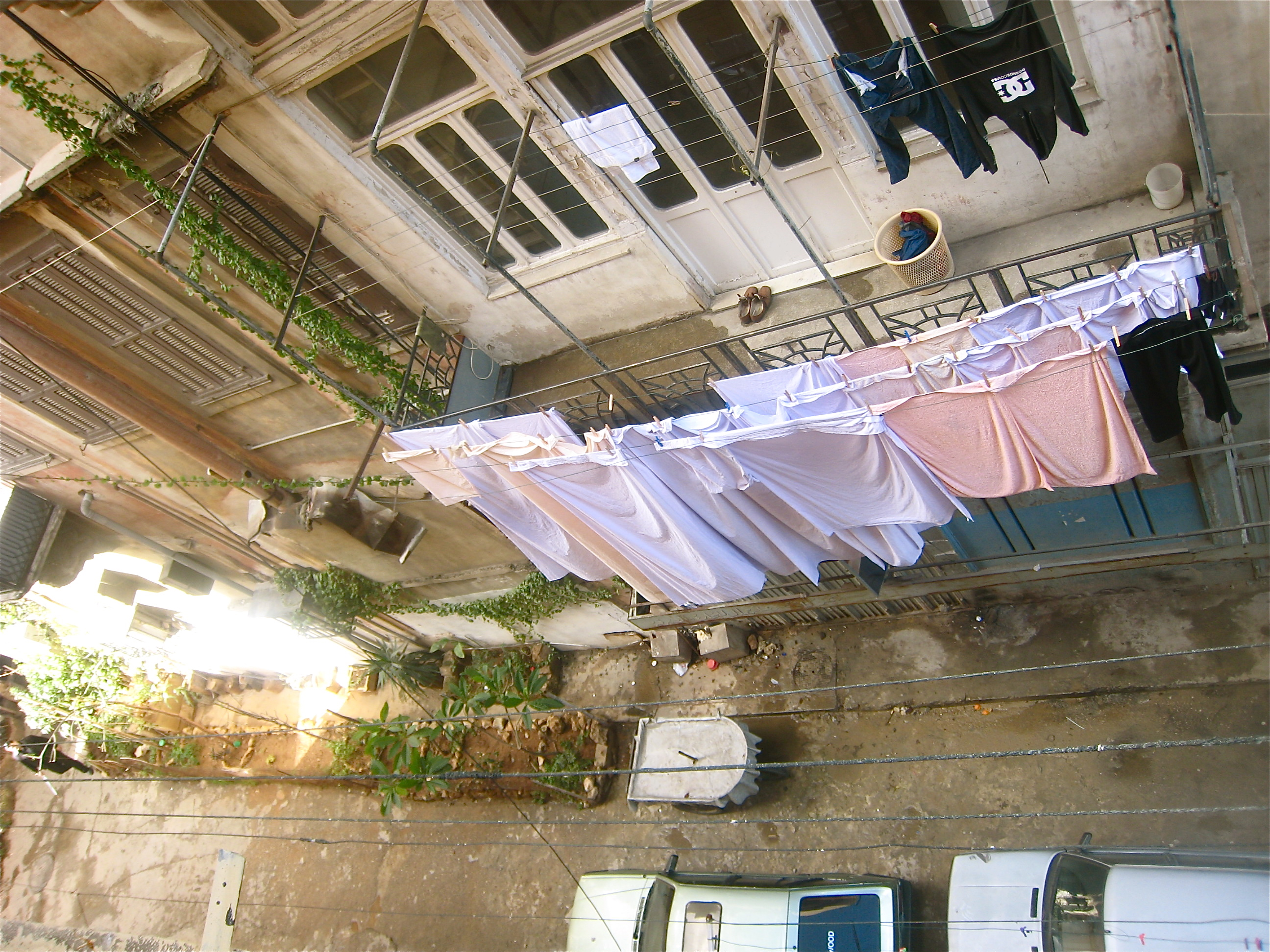
طناب رخت‌شویی در طرابلس در شمال لبنان.

طناب رخت‌شویی گونه‌ای طناب، ریسمان یا سیم است که میان دو نقطه (مثلاً دو تکه چوب) در بیرون یا درون خانه، بالای زمین بسته می‌شود. پوشاک‌هایی که تازه شسته شده‌اند برای خشک شدن روی این طناب آویزان می‌شوند. برای ثابت نگه‌داشتن پوشاک‌ها روی این طناب از گیره رخت استفاده می‌شود. طناب رخت‌شویی معمولاً در حیات پشتی و بالکن برپا می‌شود.(درواقعه میشود گفت تختی که با ما جا به جا میشود)
رخت‌آویزها فضای کمتری می‌گیرند و معمولاً قابل جمع شدن هستند. 

## عوامل تعیین‌کننده مدت زمان خشک‌شدن
عوامل گوناگون در تعیین مدت زمان خشک شدن نقش دارند. 
- دمای محیط - افزایش دما مدت زمان خشک شدن را کاهش می‌دهد
- رطوبت محیط - کاهش رطوبت باعث کاهش مدت زمان خشک شدن می‌شود
- سرعت باد - هنگام خشک‌کردن پوشاک درون خانه می‌توان برای کاهش زمان خشک شدن آن‌ها را دربرابر پنکه قرار داد
- نور مستقیم خورشید
- ضخامت پارچه

## خشک کردن لباس در شرایط انجماد
لباس‌ها در دمای پایین‌تر از نقطه انجماد هم می‌توانند خشک شوند. نخست رطوبت لباس‌ها منجمد می‌شود و لباس سفت می‌شود. سپس یخ روی لباس تصعید می‌شود و لباس‌ها خشک می‌شوند. خشک‌کردن لباس در این حالت زمان‌بر است. 

## نگارخانه

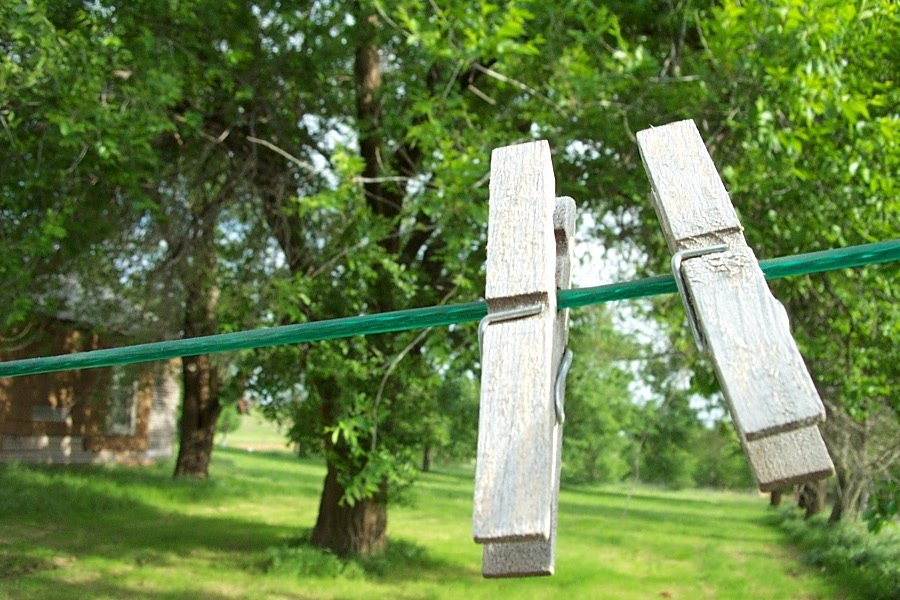
گیره رخت روی طناب رخت‌شویی
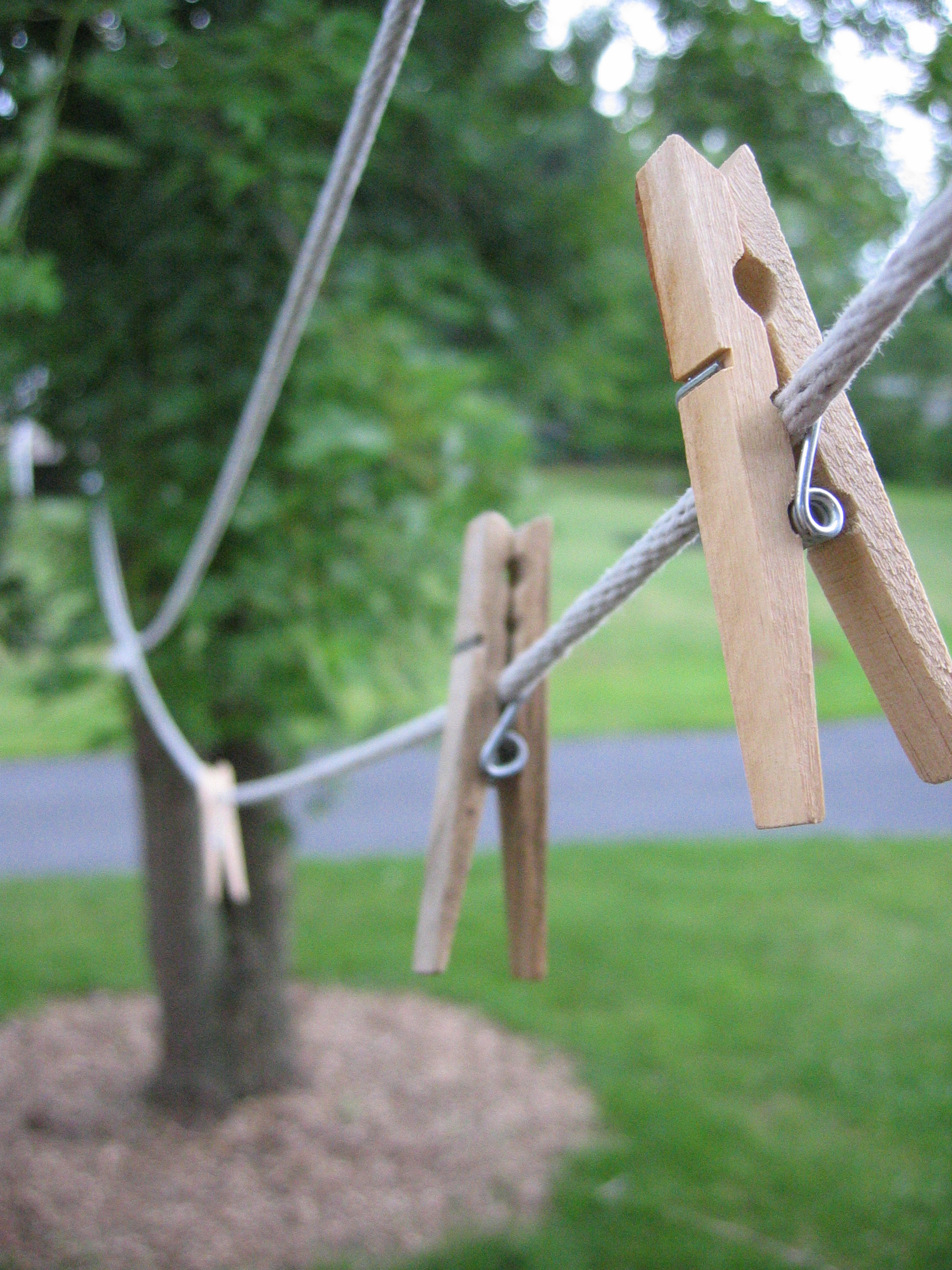
گیره رخت روی طناب رخت‌شویی
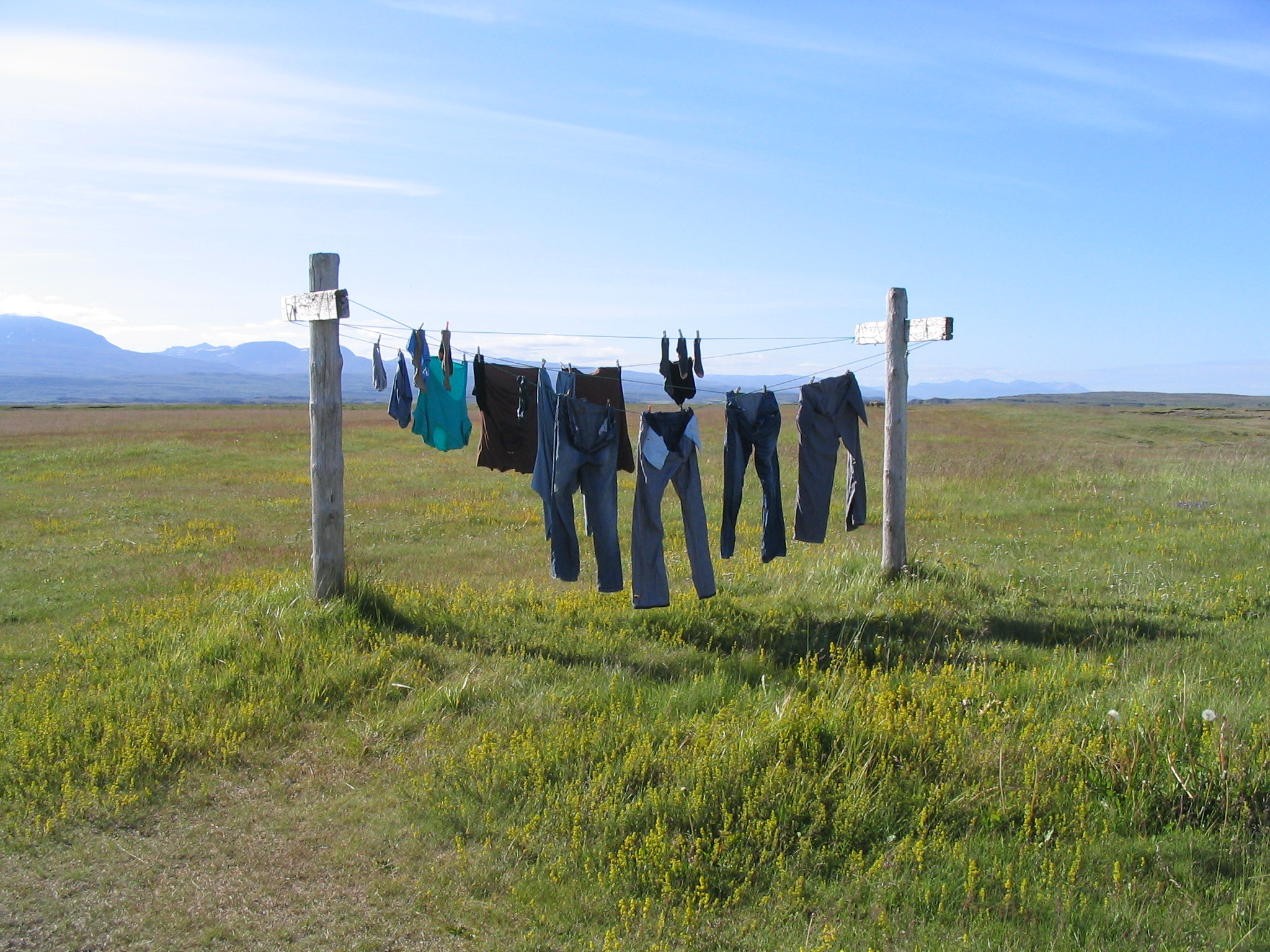
یک طناب رخت‌شویی در ایسلند
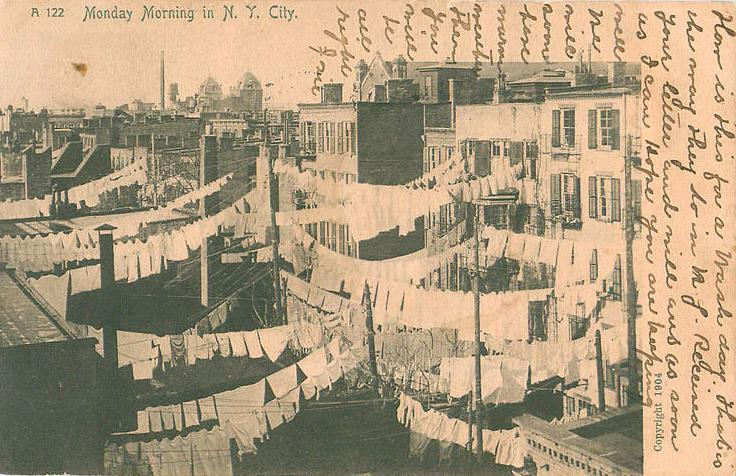
طناب رخت‌شویی در شهر نیویورک
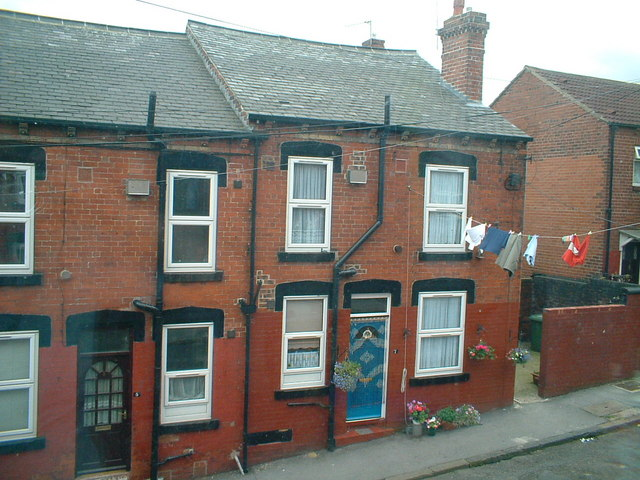
یک طناب رخت‌شویی در لیدز
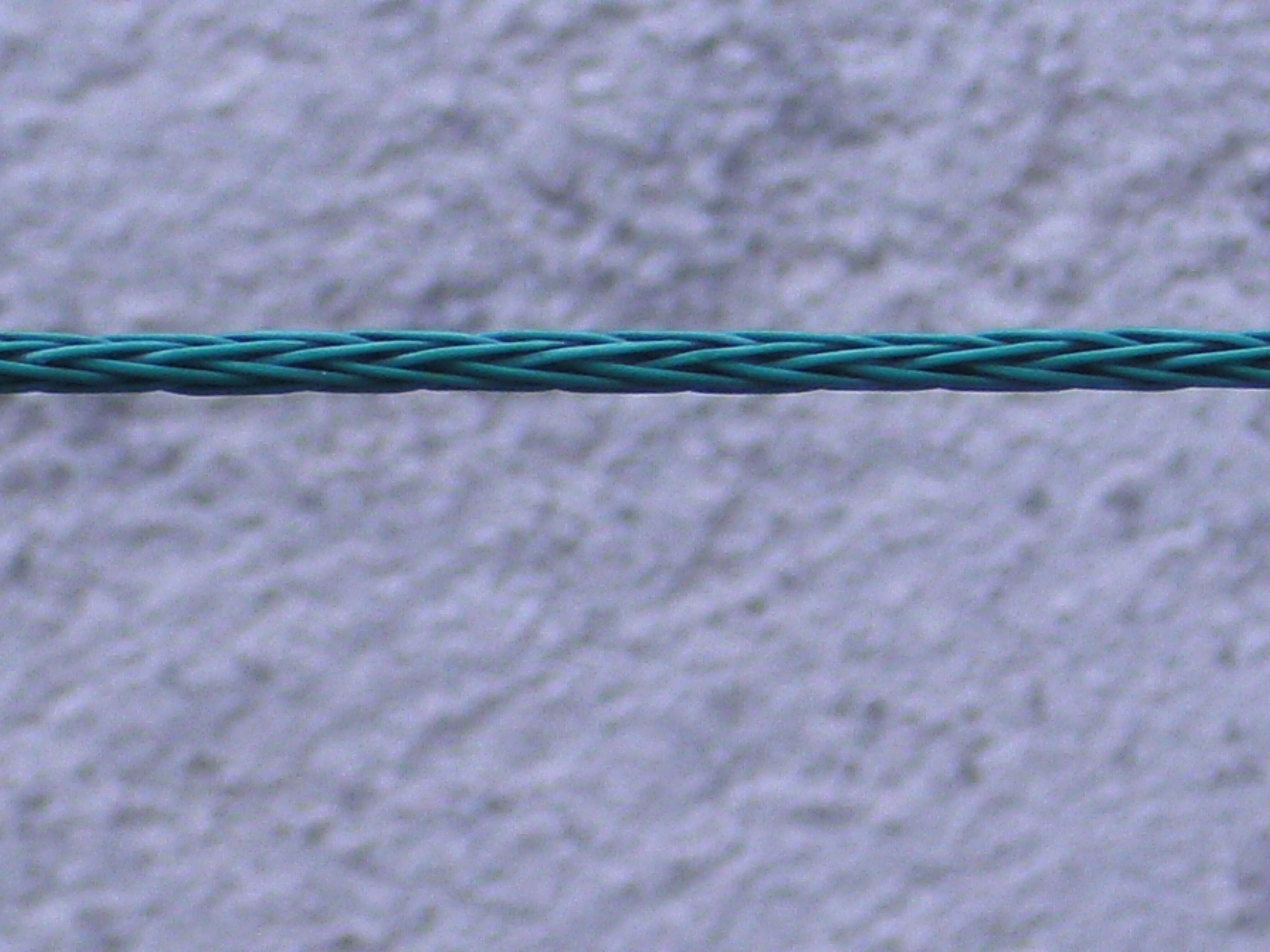
طناب رخت‌شویی از جنس پلی‌اورتان
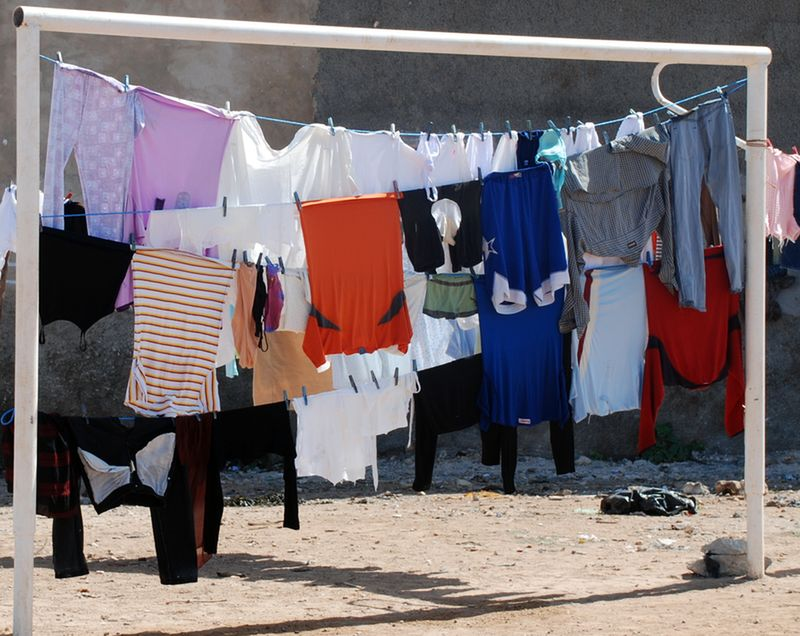
طناب رخت‌شویی در الجدیده
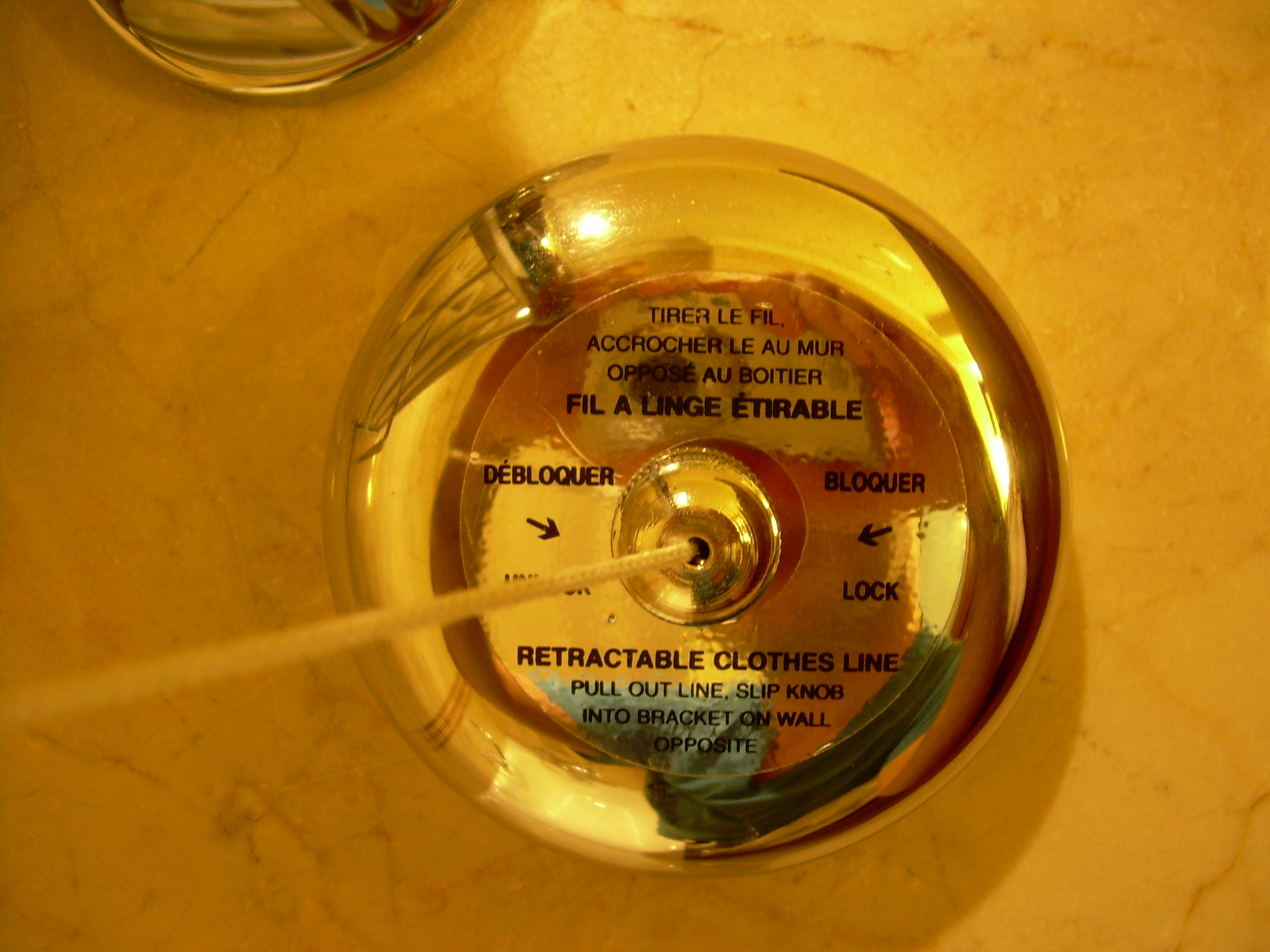
طناب رخت‌شویی قابل جمع شدن
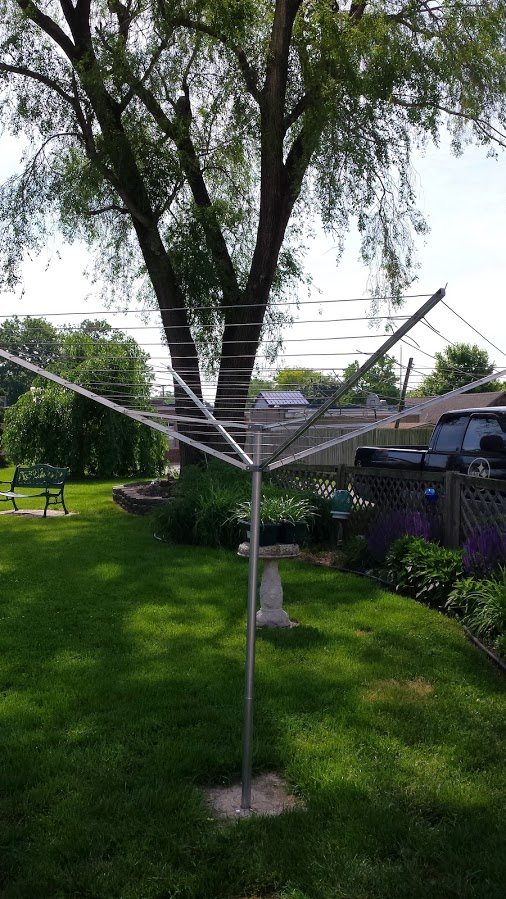
یک طناب رخت‌شویی چتری شکل